# Benjamín Irazábal
Benjamín Irazábal és un enginyer i polític uruguaià pertanyent al Partit Nacional.

## Biografia
Graduat en Enginyeria Civil per la Universitat de la República, Irazábal va assumir com a intendent del departament de Durazno el juliol de 2009. Abans s'encarregava de l'Oficina de Plantejament i Pressupost. És membre del sector Por la Patria del conservador Partit Nacional.